# Klaus Nitzsche
Klaus Nitzsche (* 24. Januar 1943 in Dresden) ist ein deutscher Sportwissenschaftler und Hochschullehrer.

## Leben
Nitzsche studierte ab 1962 an der Deutschen Hochschule für Körperkultur (DHfK) in Leipzig und schrieb seine Diplomarbeit über das Thema „Vergleichende klimatologische und bioklimatologische Betrachtungen zwischen dem Mittelgebirge und dem Flachland der DDR im Blickpunkt des Wintersports“. Er blieb als Wissenschaftlicher Mitarbeiter an der DHfK, schloss Promotion und Habilitation ab. 1984 übernahm er die Leitung des Instituts für Wintersport, zeitweise hatte er das Amt des Prodekans der Fakultät inne und war Leiter des Wissenschaftlichen Zentrums Ski. Zu seinen Studenten gehörten neben anderen die späteren Biathlon-Bundestrainer Uwe Müßiggang und Frank Ullrich. Zudem war Nitzsche Mitglied der Trainerfachkommission des Deutschen Skiläuferverbandes (DSLV) der Deutschen Demokratischen Republik. Nach der Auflösung der Leipziger Hochschule 1990 war Nitzsche am Aufbau der Sportwissenschaftlichen Fakultät der Universität Leipzig beteiligt und wurde Fachgebietsleiter Wintersport sowie Direktor des Instituts für Bewegungs- und Trainingswissenschaft der Sportarten.
Ab 1991 war er zudem Mitglied der Fachkommission Biathlon im Deutschen Skiverband (DSV), gehörte zu den Gründungsmitgliedern des Planungsstabs der DSV-Trainerschule und war für die Ausbildung der Biathlontrainer zuständig. Ihm wurde zugeschrieben, mit seiner Arbeit an der Grundlage für die späteren Erfolge der deutschen Biathlonnationalmannschaft bei Olympischen Spielen und weiteren internationalen Wettkämpfen entscheidend mitgewirkt zu haben. „Das hohe internationale Niveau der deutschen Sportlerinnen und Sportler in dieser Sportart ist auch ein Verdienst von Klaus Nitzsche“, hieß es in einer Würdigung der Sportwissenschaftlichen Fakultät der Universität Leipzig anlässlich seines 65. Geburtstags im Jahr 2008.
An der Universität Leipzig leitete er mehrere Forschungsprojekte zum Thema Biathlon, darunter von 1992 bis 1999 „Untersuchungen zur Effektivierung der Anschlagtechnik liegend im Biathlonschießen“, von 1995 bis 1999 „Objektivierung der Biathlonschießtechnik“, in den Jahren 2004 und 2005 „Gerätetechnische Erweiterung des Schießmessplatzes Biathlon“ und von 2001 bis 2004 „Untersuchungen zur Entwicklung differenzierter trainingsmethodischer Lösungen auf die Entwicklung der Grundlagenausdauerfähigkeit im Biathlon“. Bereits 1989 veröffentlichte er das Werk „Biathlon. Ein Lehrbuch für Trainer, Übungsleiter und Aktive. Technik, Training, Taktik“, hinzu kamen im Laufe seiner Wissenschaftskarriere zahlreiche weitere Veröffentlichungen zum Thema Biathlon. 2008 ging er in den Ruhestand, engagierte sich aber weiterhin im Deutschen Skiverband, der ihn 2013 für sein Wirken zugunsten des Biathlons mit dem Goldenen Ehrenring auszeichnete.